# キール (カクテル)
キール (Kir) とは、ショートドリンクに分類されるカクテルの一種で

、白ワインに少量の黒スグリ（カシス）のリキュールを加えたものを言う。「ヴァン・ブラン・カシス」(vin blanc cassis) とも呼ばれる。
フランスのブルゴーニュ地方にあるディジョン市の市長であったフェリックス・キール（Felix Kir）

によって考案されたと伝えられ、このカクテルの名称は彼の姓に由来する。
なお、このカクテルには派生したカクテルが幾つか存在する。（詳しくは、「バリエーション」の節を参照。）

## 歴史
考案者は、フェリックス・キール（キャノン・フェリックス・キール／Canon Felix Kir）である。

このカクテルが世に出たのは、第二次世界大戦後とされるが、第二次世界大戦終結の1945年には考案されていたとも言われている。
第二次大戦後、ブルゴーニュ産のワインは出荷が伸び悩む状態が続いていたが、ブルゴーニュ地方の中心的都市であるディジョン市もワイン生産が盛んな地域であり、ワインの売れ行き不振は地元経済にとって大きな打撃となった。そのため、当時の市長であったフェリックス・キールが

、白ワインをベースとしたカクテルを創作して、それを普及させることで、地元ワインの販促を図ることにしたのである。
ディジョン市周辺は、カシスやブドウの栽培が行われており、カシス・リキュールや白ワインも生産されているが、辛口の白ワイン「アリゴテ」と、カシス・リキュール「クレーム・ド・カシス」を用いて、このカクテルを作ったのである。このカクテルで地元の産物を使用したふたつの酒の販促を狙い、ブルゴーニュ地方の農業振興にもつなげようとしたのである。このカクテルを普及させるために、ディジョン市の公式歓迎会（レセプション）で必ず提供するなどのPR活動を行った。
この時、このカクテルを食前酒として薦めていた。
このようなPR活動の結果普及したこの「ディジョン市公式カクテル」は、いつしか市長の姓にちなみ「キール」と呼ばれるようになり、ヨーロッパにおいて、1960年代に広く飲まれるカクテルとなっていた。
この結果、フランソワーズ・サガンの小説『1年ののち』に登場するなど、文学作品にも取り上げられるようになった。
日本でクレーム・ド・カシスの販売量が伸びるきっかけとなったのは、このカクテルが流行したことによるものであり、実際に販促につながった例だと言うことができる。

## 標準的なレシピ
- 白ワイン ： カシス・リキュール ＝ 4：1　〜　9：1

### 作り方
カシス・リキュールを入れたワイン・グラスに、よく冷やした辛口の白ワインを注ぎ、軽くステアする

。
なお、一般的なコールドドリンク（冷たいタイプのカクテル）とは違って、このカクテルの作成過程には、氷を使用して材料を冷却する工程が無い上、グラスにも氷が入っていないので、カシス・リキュールも含めて、材料はあらかじめ良く冷やしておくことが望ましい。同様にグラスもよく冷やしておく方が、より望ましい。

### 備考
- 本来の「キール」は、白ワインにブルゴーニュ産のものを用いるものだなどと言われる[5][20][9][10]。特に、「ブルゴーニュ・アリゴテ」(Bourgogne Aligoté) など、アリゴテ種のブドウから造られたワインを用いるものだとされる[23]。事実、ブルゴーニュ地方では、キールを作る際、このブルゴーニュ・アリゴテというタイプの白ワインを使用する[26]。
- カシス・リキュールは、しばしば「クレーム・ド・カシス」(Creme de Cassis) が指定される[27][2][3][22][4][13][28][17][6][29][7][30][10][1][31][12][15][11][32]。
- 白ワインとカシス・リキュールの比率は、飲む人の好みで加減して構わない。実際に、白ワインとカシス・リキュールの割合を4：1とするレシピもあれば、5：1、9：1などのレシピも存在する。

  - カシス・リキュールの割合を減らすと、辛口となる[7]。逆に、カシス・リキュールの割合を増やすと、甘口となる[20]。したがって、既述のようにディジョン市の公式歓迎会では食前酒として出されていたわけだが、カシス・リキュールの分量を増やせば、食後酒にも向くという意見もある[23]。
  - カシス・リキュールを入れ過ぎると、ワインの風味が薄れるため、ワインの味を生かすためには、仕上がりの色合いを考えながらも、カシス・リキュールを控えめに入れると良いとする意見もある[5][28]。なお、これをフランス人は「（クレーム・ド・カシスの量は）涙3滴ぐらいが良い」と表現したりもする[5][33]。しかし、逆にカシス・リキュールの量をケチると良い出来にならないという意見もある[18]。
- 白ワインは、原料のブドウの品種や産地などは指定されずとも、特に辛口（ドライ）なものが指定されることがしばしばある[2][22][4][28][17][6][24][7][31][12][11][32]。
- 白ワインを先にグラスに注ぎ、後からカシス・リキュールを入れるとするレシピも存在する[27][8][20][31]。なお、この場合、比重の関係で自動的に2つの酒が混ざるので、ステアは行う必要がないとされることもある[8]。
- 白ワインに限らず、ワイン一般は開栓するとすぐに劣化するので、開栓したばかりの白ワインを使用するのが望ましい[8]。
- グラスは、ワイン・グラス以外にも、フルート型のシャンパン・グラスを使うこともある[27][28][17][7][30][10]。さらには、ゴブレットでも良いとされることもある[27]。

## バリエーション
キール・ロワイヤル（Kir Royal）
キールの白ワインを、シャンパンに変えると、「キール・ロワイヤル」となる。
なお、シャンパンを使用するものの、キール・ロワイヤルが生まれたのはフランスのシャンパーニュ地方ではなく、オーストリアのウィーンである。
マルキ、マーキー（Marquis）
キールのカシス・リキュールを、フランボワーズ・リキュールに変え、使用する白ワインを、フランスのロアール地方で生産されているミュスカデに変えると、「マルキ」となる。
キール・カーディナル（キール・カルディナル）（Kir Cardinal）
キールの白ワインを、赤ワインに変えると、「キール・カーディナル」となる。なお、キール・カーディナルは、しばしば、単に「カーディナル」と呼ばれる。ただし、赤ワインは赤ワインでも、ボジョレーを使わねば「カーディナル」とは言えないとする場合、つまり、ボジョレーの赤に限定される場合もある。
ところで、カーディナルとは枢機卿という意味だ。カシス・リキュール以外にも赤ワインを使うので、当然赤色のカクテルに仕上がるわけだが、この赤い色をカトリック教会の高位聖職者が身につける赤いケープに見立てて、「カーディナル」という名が付けられたのである。
キール・ブルトン（Kir Breton）
白ワインの代わりにブルターニュのシードルを使う。
キール・サヴォワイアール（Kir savoyard）
白ワインとしてサヴォワ産のワイン（特にルセット・ドゥ・サヴォワRoussette de Savoie）を使う。
キール・パンプルムース（Kir Pamplemousse）
白のスパークリングワインにレッドグレープフルーツのリキュールを足す。
キール・ペーシュ（Kir Pêche）
ピーチのリキュールを使う。

## 関連したカクテル
「偽物のキール」という意味のフォー・キール（Faux Kir）と呼ばれるカクテルも存在する

。
なお、フォー（Faux）はフランス語である。フォー・キールは、ノンアルコールカクテルなので、全ての材料が酒であるキールとは別なカクテルであり、バリエーションのカクテルとも言えない、その名の通り「偽物」と言える。レシピは、ラズベリー・シロップ30mlを、適量の無色のグレープ・ジュースで割るだけだ。なお、フォー・キールにはレモン・スライスが飾られる場合もある

。

## 日本での扱い
日本でのキールというカクテルの広まり方には、1つの特徴がある。それは、カクテル、つまり、酒であるにもかかわらず、バーではなく、レストランで先に取り入れられたと言う点だ。このように新しいカクテルの発信が、バーではなく、レストランで行われたというのは、日本の飲食業界史上において初めてのことであった。カクテルに関する情報の発信源は、それまでは基本的にバーテンダーによるものだったのである。
日本でワインが一般的に楽しまれるようになってきたのは、1970年頃で、そんな中、1972年には、サントリーが「金曜日はワインを買う日」といったコマーシャルを流したりもした。時を同じくして、日本のレストランもワインの販売に力を入れる所が現れ始めた。そして、レストランでは食前酒を積極的にすすめるようになり、その後、この食前酒として、キールが定番となっていったという経緯がある。
対して、当時の日本のバーは、アルコール度数の高い酒を飲む客を主な相手としており、ワインは洋酒の範疇に入る酒とは見なさず、酒場に揃えるべき酒ではないという風潮があった。そんな中、キールの流行が日本のレストランで発生したのである。このキールの流行を受け、相変わらずワインは酒場の酒ではないとして捨て置いた保守的なバーテンダーと、ワインやワインを使用したカクテルも取り入れていったバーテンダーとに分かれた。後者のバーテンダーには、比較的若いバーテンダーが多かった。したがって時代が下ると共に日本のバーでもワインが商品として加わってゆき、キールもバーで作られるようになったのである。
このように、日本ではキールは主にレストランなどで飲まれてきたカクテルであり、このカクテルが日本のバーでも広まったのは1980年代になってからである。
なお、こうして日本でも知られるようになったキールは、森瑤子の『誘惑』に登場するなど、日本の文学作品にも取り上げられるようになった。